# Wolfgang Böhmer

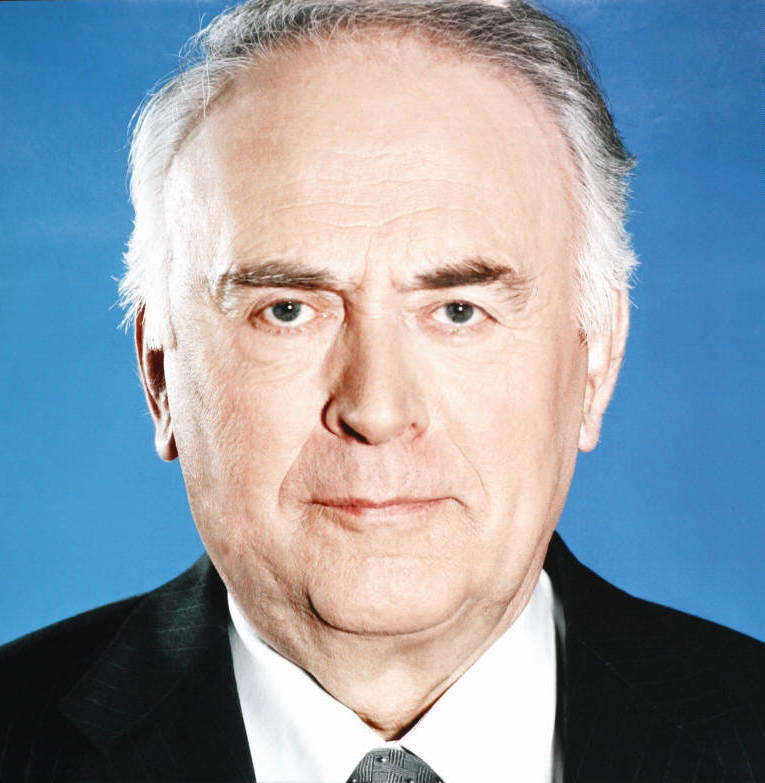
Wolfgang Böhmer (2006)

Wolfgang Böhmer (* 27. Januar 1936 in Dürrhennersdorf, Amtshauptmannschaft Löbau, Sachsen; † 29. Juni 2025 in Lutherstadt Wittenberg) war ein deutscher Mediziner und Politiker (CDU). Er war von 2002 bis 2011 Ministerpräsident des Landes Sachsen-Anhalt.

## Leben und Beruf
Wolfgang Böhmer wuchs in Dürrhennersdorf im sächsischen Teil der Oberlausitz auf, wo seine Eltern als Landwirte tätig waren. Nach dem Abitur 1954 an der Geschwister-Scholl-Oberschule in Löbau absolvierte Böhmer ein Medizinstudium an der Karl-Marx-Universität Leipzig und promovierte dort 1959 zum Dr. med. Seine Dissertation trägt den Titel Über die Dauer ventrikulärer Extrasystolen.
Ab 1960 war er als Arzt an der Frauenklinik in Görlitz tätig und wurde 1966 als Facharzt für Gynäkologie und Geburtshilfe anerkannt. 1967 wurde er Erster Oberarzt an der Frauenklinik Görlitz. Anschließend war er von 1974 bis 1991 Chefarzt im Krankenhaus Paul-Gerhardt-Stift in Lutherstadt Wittenberg. 1983 habilitierte er sich an der Martin-Luther-Universität Halle-Wittenberg mit der Arbeit Die Entwicklung der individuellen und gesellschaftlichen Belastung durch die menschliche Reproduktion. Während seiner Wittenberger Zeit beschäftigte er sich umfassend mit der historischen Entwicklung des Gesundheits- und Sozialwesens in Lutherstadt Wittenberg und war dabei Mitautor von vier Bänden der stadtgeschichtlichen Forschungsreihe.
Böhmers Ehefrau Barbara starb 2001. Aus der Ehe ging ein Sohn hervor. Im Juli 2004 heiratete Böhmer in Wittenberg seine frühere OP-Schwester Brigitte Klein. Er starb am 29. Juni 2025 im Alter von 89 Jahren.

## Partei

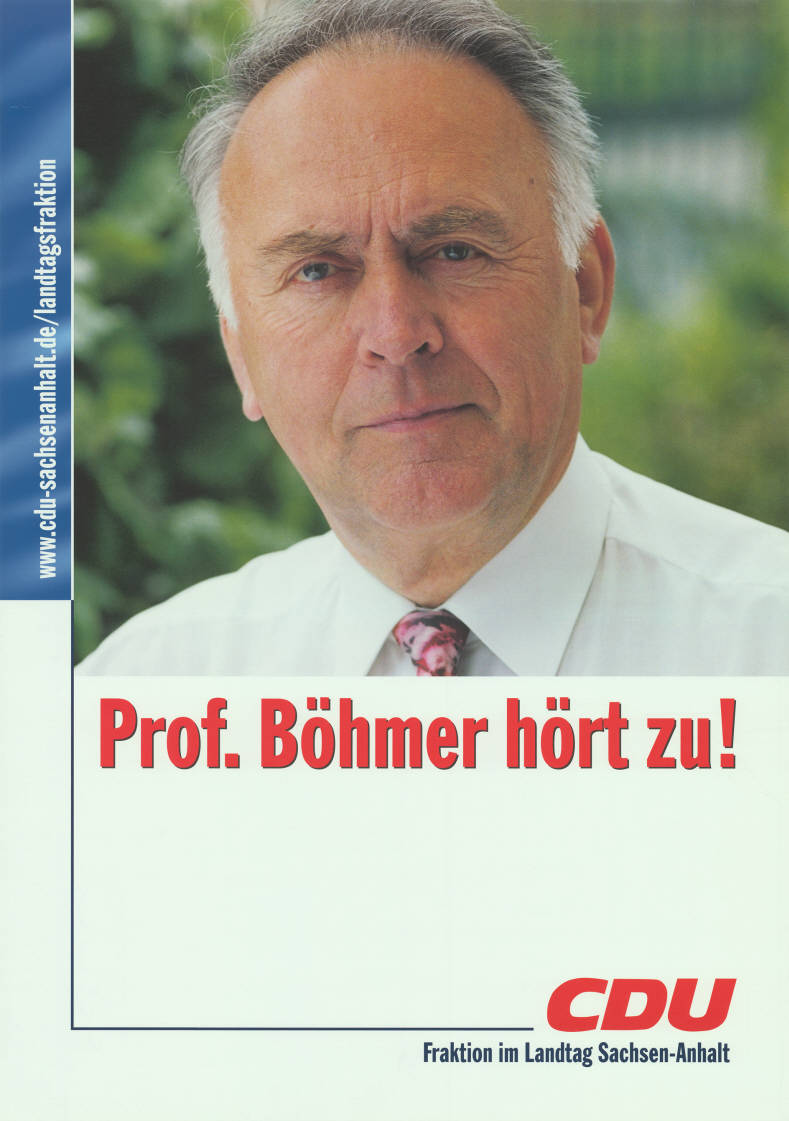
Wolfgang Böhmer (Wahlplakat von 2002)

In der DDR engagierte sich Böhmer in evangelischen Kirchenkreisen und wurde 1990 Mitglied der CDU der DDR. Von 1998 bis 2004 war er Landesvorsitzender der CDU Sachsen-Anhalt.

## Abgeordneter
Von 1990 bis 2002 und von 2005 bis 2006 war Böhmer Mitglied des Landtags von Sachsen-Anhalt und von 1998 bis 2001 dessen Vizepräsident sowie von 2001 bis 2002 Vorsitzender der CDU-Landtagsfraktion. Vom 27. Juli 2007 bis zum Jahr 2011 war er erneut Mitglied des Landtags von Sachsen-Anhalt. Er rückte für Dirk Schatz nach.

## Öffentliche Ämter
Böhmer gehörte von 1991 bis 1993 als Minister der Finanzen der von Ministerpräsident Werner Münch geführten Landesregierung von Sachsen-Anhalt an. Nach dessen Rücktritt war er von 1993 bis 1994 Minister für Arbeit und Soziales in dem von Christoph Bergner geleiteten Kabinett. Nachdem die schwarz-gelbe Koalition bei der Landtagswahl 1994 ihre Mehrheit verloren hatte, schied Böhmer aus der Landesregierung aus.
Nachdem die von der PDS tolerierte SPD-Regierung von Reinhard Höppner bei der Landtagswahl 2002 abgewählt worden war, bildete Böhmer eine schwarz-gelbe Koalition und wurde am 16. Mai 2002 zum Ministerpräsidenten des Landes Sachsen-Anhalt gewählt.
Vom 1. November 2002 bis zum 31. Oktober 2003 war er zudem turnusgemäß Präsident des Bundesrates.
Bei der Landtagswahl 2006 konnte die CDU unter seiner Führung mit 36,2 % der Stimmen ihre Stellung als stärkste Partei behaupten. Wegen starker Verluste der FDP war die CDU aber auf einen neuen Regierungspartner angewiesen und koalierte mit der sachsen-anhaltischen SPD. Der neue Landtag trat am 24. April 2006 erstmals zusammen und wählte dabei Böhmer erneut zum Ministerpräsidenten. Im Oktober 2010 übernahm er den Vorsitz der Ministerpräsidentenkonferenz von seinem rheinland-pfälzischen Amtskollegen Kurt Beck.
Zur Landtagswahl 2011 trat er altersbedingt nicht mehr an. Wirtschaftsminister Reiner Haseloff wurde von der CDU als Spitzenkandidat und Kandidat für das Ministerpräsidentenamt nominiert. Mit neun Regierungsjahren war Böhmer zwischenzeitlich der am längsten amtierende Ministerpräsident Sachsen-Anhalts, bis er von seinem Nachfolger darin überholt wurde.
Weiterhin war er Mitinitiator zur Gründung und von 1994 bis 2002 Vorstandsmitglied der Stiftung Leucorea, 1994 bis 2000 Mitglied des Hauptausschusses des Diakonischen Werkes der Evangelischen Kirche der Kirchenprovinz Sachsen, 1994 bis 2001 Vorstandsmitglied der Paul-Gerhardt-Stiftung in der Lutherstadt Wittenberg, 1997 bis 2002 Kuratoriumsmitglied der Stiftung Luther-Gedenkstätten in Sachsen-Anhalt; Mitglied der Sozialkammer der Evangelischen Kirche in Deutschland sowie Mitglied im Präsidium des Wittenberg-Zentrums für globale Ethik e. V., Mitglied des Kuratoriums der Hilfsorganisation CARE Deutschland und Mitglied des Präsidiums der Oskar-Patzelt-Stiftung. 2014 wurde er zum Vorsitzenden der vom Deutschen Bundestag eingesetzten unabhängigen Expertenkommission zur Zukunft der Behörde des BStU gewählt.

## Kritik
Böhmer äußerte sich in einem Focus-Interview im Februar 2008 zu einer Serie von Kindstötungen in Ostdeutschland und machte dafür die DDR-Mentalität verantwortlich: Da in der DDR seit 1972 das Gesetz über die Unterbrechung der Schwangerschaft einen Schwangerschaftsabbruch in den ersten zwölf Wochen der Schwangerschaft ohne Angabe von Gründen ermöglichte, habe sich dort eine „leichtfertigere Einstellung zum werdenden Leben“ entwickelt, die bis heute nachwirke. Dies stieß parteiübergreifend auf Kritik. Am 28. Februar 2008 entschuldigte sich Böhmer vor dem Landtag von Sachsen-Anhalt für seine Äußerungen und erklärte, dass eine solch „pauschalisierende Aussage … nicht gerechtfertigt sei“. Er erläuterte, dass auf Grund eines Fehlers der Staatskanzlei, die das Interview freigegeben hat, ein falscher Eindruck entstanden sei. Der Theologe und SPD-Politiker Richard Schröder war einer der wenigen, die Böhmer unterstützten. Schröder argumentierte, die DDR habe in Abtreibungen ein willkommenes Mittel für die höhere Verfügbarkeit von Arbeitskräften gesehen.

## Ehrungen und Auszeichnungen
- 2003: Goldene Ehrennadel der Oskar-Patzelt-Stiftung[15]
- 2007: Großes Verdienstkreuz mit Stern und Schulterband des Verdienstorden der Bundesrepublik Deutschland[16]
- 2013: Ehrenbürgerwürde der Lutherstadt Wittenberg[17]
- 2015: Verdienstorden des Landes Sachsen-Anhalt

## Schriften (Auswahl)
- Zur Geschichte des Paul-Gerhardt-Stifts
  - Das Krankenhaus Paul-Gerhardt-Stift im Wandel der Zeiten. Maschinenschrift. Wittenberg 1978.
  - Das Krankenhaus Paul-Gerhardt-Stift im Wandel der Zeiten. In: Peter Gierra (Hrsg.): Impulse zur Diakonie in der Lutherstadt Wittenberg. Evangelische Verlagsanstalt, Berlin 1983, DNB 840268998, S. 40–104.
- Zur Geschichte des Wittenberger Gesundheits- und Sozialwesens.
  - Teil 1: Von der Stadtfrühzeit bis zum Ende des 17. Jahrhunderts (= Schriftenreihe des Stadtgeschichtlichen Museums Wittenberg. 5, ZDB-ID 999358-7). Stadtgeschichtliches Museum, Wittenberg 1981;
  - Teil 2: Das 18. Jahrhundert (= Schriftenreihe des Stadtgeschichtlichen Museums Wittenberg. 6). Stadtgeschichtliches Museum, Wittenberg 1983;
  - Teil 3: Das 19. Jahrhundert (= Schriftenreihe des Stadtgeschichtlichen Museums Wittenberg. 7). Stadtgeschichtliches Museum, Wittenberg 1984;
  - Teil 4: Die erste Hälfte des 20. Jahrhunderts (= Schriftenreihe des Stadtgeschichtlichen Museums Wittenberg. 7). Stadtgeschichtliches Museum, Wittenberg 1988.
- Das Wittenberger Medizinalwesen der Reformationsära. In: Wolfram Kaiser, Arina Völker (Hrsg.): Medizin und Naturwissenschaften in der Wittenberger Reformationsära (= Martin-Luther-Universität Halle-Wittenberg. Wissenschaftliche Beiträge. Reihe T: Beiträge zur Universitätsgeschichte. 45, ISSN 0440-1298). Martin-Luther-Universität – Abteilung Wissenschaftspublizistik, Halle (Saale) 1982, S. 107–126.
- Der Einfluß Martin Luthers auf das Sozial- und Medizinalwesen seiner Zeit. In: Das deutsche Gesundheitswesen. Band 38, Nr. 5, 1983, ISSN 0012-0219, S. 183–186.
- Der Wittenberger Kaiserschnitt von 1610. In: Zentralblatt für Gynäkologie. Band 105, 1983, ISSN 0044-4197, S. 1265–1270.
- Martin Luther und das Wittenberger Medizinalwesen seiner Zeit. In: Die Zeichen der Zeit. Band 37, Nr. 5, 1983, S. 107–116.
- Der gemeine Kasten und seine Bedeutung für das kommunale Gesundheitswesen Wittenbergs. In: Martin-Luther-Universität, Halle-Wittenberg. Wissenschaftliche Zeitschrift. Mathematisch-naturwissenschaftliche Reihe. Band 34, Nr. 2, 1985, ISSN 0138-1504, S. 49–56.
- Pro Memoria Daniel Sennert (1572–1637). In: Zeitschrift für klinische Medizin. Band 42, Nr. 15, 1987, ISSN 0233-1608, S. 1347–1350.
- Die überregionale Bedeutung der medizinischen Fakultät der Universität Wittenberg. In: Stefan Oehmig (Hrsg.): 700 Jahre Wittenberg. Stadt – Universität – Reformation. Böhlau, Weimar 1995, ISBN 3-7400-0957-8, S. 225–230.
- als Herausgeber mit Andreas Wurda: Das heilkundige Wittenberg. Zur Geschichte des Wittenberger Gesundheits- und Sozialwesens von der Stadtfrühzeit bis zur Neuzeit (= Veröffentlichungen der Städtischen Sammlungen der Lutherstadt Wittenberg. 15). Drei Kastanien Verlag, Lutherstadt Wittenberg 2009, ISBN 978-3-942005-10-4.